# Back to the Future: Part III (soundtrack)
Back to the Future: Part III is de soundtrack van de film Back to the Future Part III. Het album werd gecomponeerd door Alan Silvestri en kwam uit op 29 mei 1990, ongeveer gelijk met de film.

## Tracklijst
Alle muziek is geschreven door Alan Silvestri, met uitzondering van het nummer "Doubleback".
| 1.                 | Main Titles                              | 3:05 |
| 2.                 | It's Clara (The Train, Part II)          | 4:33 |
| 3.                 | Hill Valley                              | 2:20 |
| 4.                 | The Hanging                              | 1:40 |
| 5.                 | At First Sight                           | 3:12 |
| 6.                 | Indians                                  | 1:10 |
| 7.                 | Goodbye Clara                            | 2:57 |
| 8.                 | Doc Returns                              | 2:50 |
| 9.                 | Point of No Return (The Train, Part III) | 3:45 |
| 10.                | The Future Isn't Written                 | 3:35 |
| 11.                | The Showdown                             | 1:28 |
| 12.                | Doc to the Rescue                        | 2:29 |
| 13.                | The Kiss                                 | 1:51 |
| 14.                | We're Out of Gas                         | 1:15 |
| 15.                | Wake Up Juice                            | 1:11 |
| 16.                | A Science Experiment (The Train, Part I) | 3:05 |
| 17.                | Doubleback                               | 1:30 |
| 18.                | End Credits                              | 4:34 |
| Totale duur: 45:00 |                                          |      |